# Ngựa Giara
Ngựa Giara (tiếng Sardinia: Cuaddeddu de sa Jara, tiếng Ý: Cavallino della Giara) là một giống ngựa có nguồn gốc từ đảo Sardinia. Nó là một trong mười lăm con ngựa bản xứ "giống phân bố hạn chế" được công nhận bởi AIA, hiệp hội các nhà lai tạo người Ý. Mặc dù có kích thước nhỏ do môi trường thù địch mà nó sống, và đôi khi được gọi là "pony", nó được coi là một con ngựa thực sự.

## Đặc điểm
Ngựa Giara được phát triển trong một khu vực phía nam trung tâm Sardinia, nổi bật với một cao nguyên bazan đá ở độ cao khoảng 500 mét (1.600 ft) trên mực nước biển với địa hình dốc. Do môi trường khắc nghiệt này, giống ngựa Giara khá nhỏ, trung bình từ 11,1 đến 13,1 tay (45 đến 53 inch, 114 đến 135 cm), nhưng cứng cáp và có khả năng thích nghi với những điều kiện không thuận lợi. Nó có một kiểu hình ngựa thay vì giống pony. Hầu hết có màu nâu đỏ, hạt dẻ hoặc màu đen. Ngựa Giara có bờm khá dày. Đầu của chúng tương đối lớn với hàm rộng, cổ không dài lắm, nhưng được mô tả là "mạnh mẽ". Loài ngựa này có xu hướng hơi thẳng ở vai với các vai tương đối thấp, lưng hơi dài, và mông dốc với đuôi thấp. Ngựa Giara có xương tốt, đặc trưng bởi một chu vi khớp chân dưới trung bình 14 cm (5,5 in), các khớp lớn, móng guốc nhỏ nhưng chắc chắn. Ngựa Giara có bước đi chắc chắn và một tính khí đầy nhiệt huyết.